# Elo Tostenæs
Elo Tostenæs (født 9. september 1935 i Rungsted, Danmark) er en dansk tidligere roer.
Tostenæs deltog, sammen med Mogens Sørensen, Børge Hansen og Tage Grøndahl, i både firer uden styrmand og firer med styrmand ved OL 1956 i Melbourne. Danskerne kom ind på sidstepladsen i det indledende heat i firer uden styrmand og var dermed ude af konkurrencen. I firer med styrmand kvalificerede danskerne sig til semifinalen efter en andenplads i det indledende heat, men røg herefter ud i semifinalen, hvor de sluttede på sidstepladsen. Styrmanden i den danske båd i denne konkurrence var John Wilhelmsen.
Fire år senere, ved OL 1960 i Rom, var Tostenæs med i toer uden styrmand sammen med Tage Grøndahl, hvor danskerne sluttede på en sidsteplads i sit semifinaleheat efter ikke at have gennemført løbet.